# UNO-BON
『UNO-BON』（ウノ・ボン）は、2012年6月1日に主婦と生活社から発行された宇野実彩子の2冊目の随筆・写真集である。

## 概要
- 前作「UNO」から約2年ぶりの発行となる。Ravinaコラボのアクセサリー『UM 26th Anniversary shellcross silkbracelet』と同時[1]。
- 表題『UNO-BON』[※ 1]によって、一人でも多くの方に見ると、いっぱい笑顔になって欲しいを題材とした自身がギュッと詰まった作品[2]。
- 2012年3月約3日間でニューカレドニアで撮影を完成した、女性向け雑誌『JUNON』に連載して「JUNONのUNOはうのですかっ!?」1年分も収録[3][4][5]。
- 新作写真では、下着・水着・ウエディングドレスや、キャラクターで志村けんの「変なおじさん」と加藤茶の「加トちゃん」に扮して七つのコスプレ、などAAAに違う姿を披露する[6][7][8][9]。
- 2012年6月29日より、広島市文化交流会館からAAAのツアーの『AAA TOUR 2012 -777- TRIPLE SEVEN』会場で販売版に直筆サイン入り特典ポストカードは付ける[10]。
- 宇野実彩子は作品に收録した水着写真で、レコチョクがユーザー投票による「水着が似合うアーティストランキング」に2012年5位[11][12][13]、2013年7位を獲得する[14]。

## エピソード
- 写真集の撮影について、「人生最後かもしれないので、悔いのないように最後の最後までこだわっちゃった」と語る[15]。
- SKE48の小野晴香[16]・Dream5の日比美思[17]、など女性有名人がお気に入り作品。

## 握手会・イベント
- 2012年6月16日、福家書店新宿サブナード店（東京）[18][19]
- 2012年8月15日、「ACT-A-FOOL!!!」[20]
- 2012年8月20日、福家書店アリオ鳳店（大阪）[21]
- 2012年8月21日、星野書店近鉄パッセ店（名古屋）[21]
- 2012年8月26日、紀伊国屋書店新潟店[22]